# Тарквінія
Тарквінія (італ. Tarquinia, лат. Tarquinii, етр. Tarch(u)na) — муніципалітет в Італії, у регіоні Лаціо,  провінція Вітербо.
Тарквінія розташована на відстані близько 75 км на північний захід від Рима, 35 км на південний захід від Вітербо.
Населення — 16 516 осіб (2014).
Щорічний фестиваль відбувається першої суботи травня. Покровитель — Madonna di Valverde.

## Демографія
Населення за роками:

Станом на 1 січня 2023 року в муніципалітеті офіційно проживало 980 іноземців з 71 країни, серед них 421 громадянин країн Євросоюзу та 62 громадяни України.

## Сусідні муніципалітети
- Аллум'єре
- Чівітавеккія
- Монтальто-ді-Кастро
- Монте-Романо
- Тольфа
- Тусканія

## Галерея зображень

Крилаті коні зі збруєю, теракотовий барельєф, етруське мистецтво епохи еллінізму (залишки Храму Вівтаря Цариці, нині в Палаццо Вітеллескі в Тарквінії)
ТарквініяТарквінія
Вид з муруВид з муру
Фонтан на плошіФонтан на плоші